# Эксперимент NA49

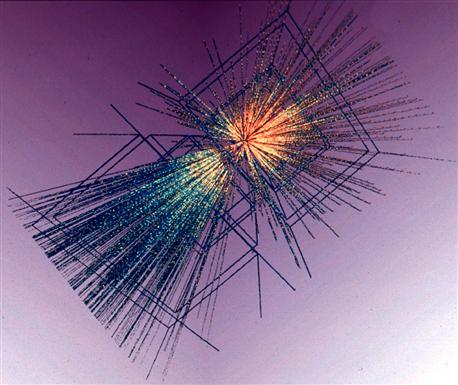
Треки адронов, возникающих в результате столкновения тяжёлых ионов. Такие столкновения могут приводить к образованию кварк-глюонной плазмы.

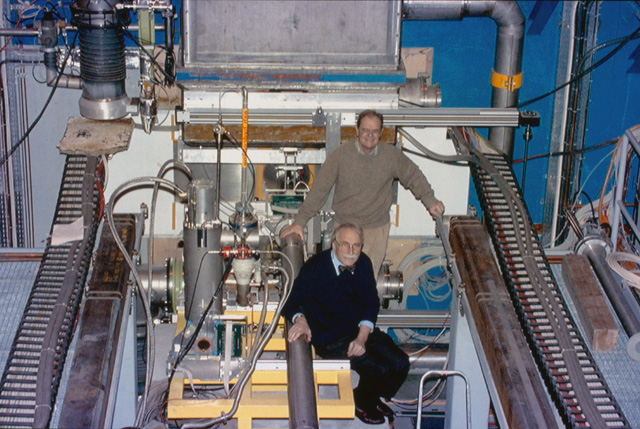
Рейнхард Сток (спереди) и Питер Сейбот (сзади), перед детектором NA49 в ЦЕРНе.

Эксперимент NA49 (англ. North Area experiment 49) — эксперимент по физике элементарных частиц, в ходе которого исследовались свойства кварк-глюонной плазмы. Использовалось и другое название эксперимента — «Ионы/TPC-Адроны». Он проводился в северной зоне Протонного суперсинхротрона (SPS) в ЦЕРНе в 1991—2002 годах.
В эксперименте использовался адронный детектор c большим акцептансом (время-проекционная камера) для исследования реакций, вызванных столкновением различных тяжёлых ионов (например, свинца) с мишенями, состоящими из различных элементов. Целью эксперимента NA49 было изучение образования заряженных адронов и нейтральных странных частиц, для поиска предсказанного с помощью расчётов квантовой хромодимамики (КХД) на решётке перехода вещества из нормального адронного состояния в кварк-глюонную плазму.
Эксперимент NA49 стал продолжением эксперимента NA35 и был одобрен 18 сентября 1991 года. Эксперимент начался со сбора данных в ноябре 1994 года и завершился 19 октября 2002 года. На смену ему пришёл эксперимент NA61 (SHINE). Представители эксперимента — Питер Сейбот и Рейнхард Сток.

## Контекст
Согласно Стандартной модели (СМ), кварки могут существовать только в бесцветных комбинациях из нескольких частиц. В свободном состоянии одиночные кварки никогда не наблюдались. Кварки испытывают сильное взаимодействие, которое переносится глюонным полем, тогда как адроны испытывают ядерное взаимодействие, которое описывается сложным адронным взаимодействием. Кварковая материя — это название состояния, при котором кварки вылетают за объём адрона. Поиск кварковой материи проверяет выводы СМ, в частности сильное взаимодействие, предсказываемое калибровочной теорией на решётке. Предполагается, что после Большого взрыва Вселенная состояла из кварковой материи, и исследование этого состояния могло бы предоставить сведения для астрофизических исследований.
Теория частиц предсказывает, что нагрев обычной ядерной материи выше критической температуры при достаточном давлении приведёт к образованию кварк-глюонной плазмы, в которой условие конфайнмента (невылета кварков) не выполняется. Для достижения этого состояния используются эксперименты с фиксированной мишенью. Мишень из тонкой металлической фольги бомбардируется пучком тяжёлых ядер высокой энергии. Сразу после столкновения может возникнуть горячее и плотное состояние кварк-глюонной материи, с последующим её быстрым расширением. В этот момент плотность и температура уменьшаются, формируются и вылетают адроны, которые можно обнаружить детекторами.

## Экспериментальная установка

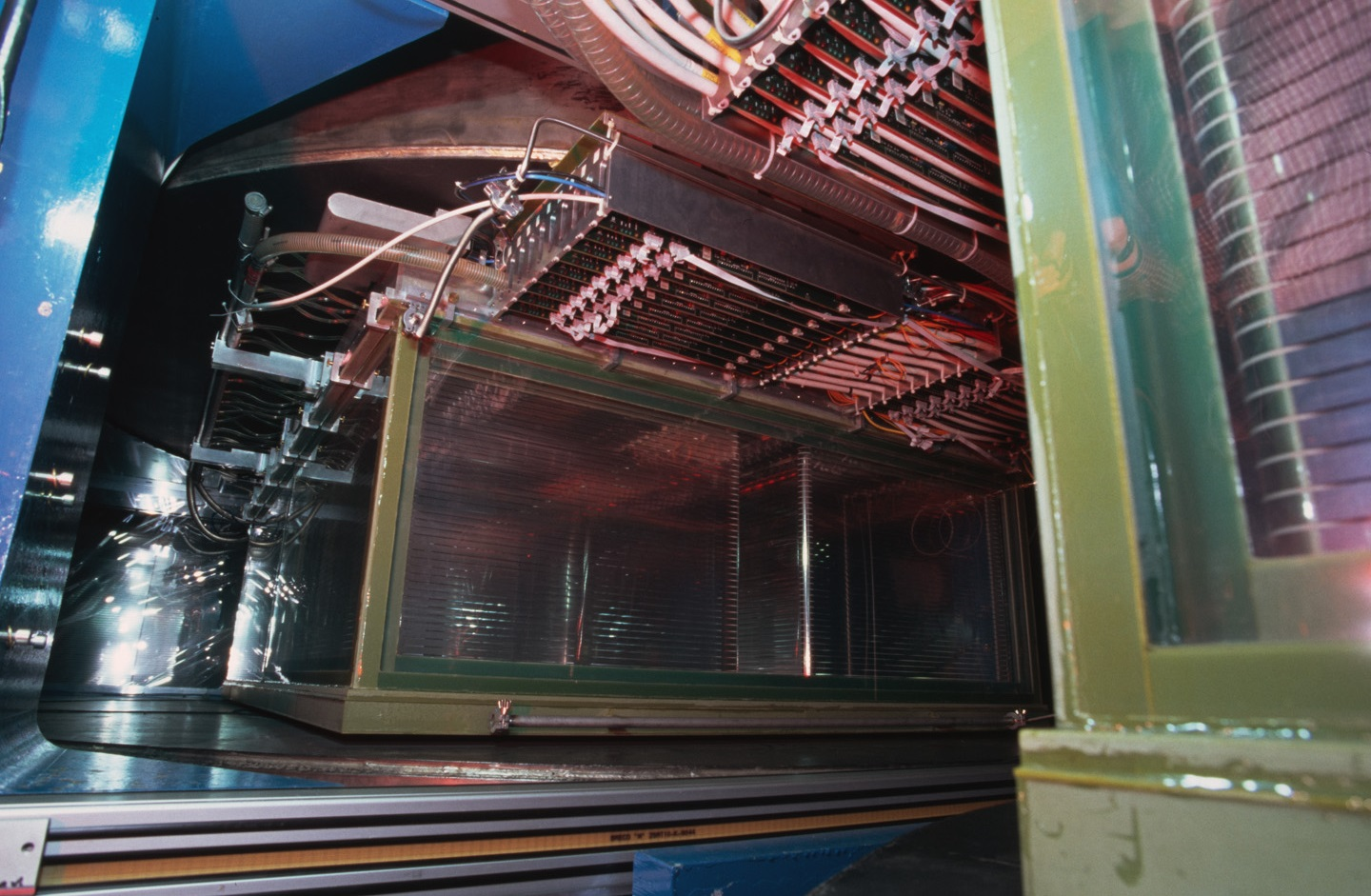
Камера 2 вершинной проекции времени NA49 внутри сверхпроводящего магнита.

В эксперименте NA49 для отслеживания и идентификации частиц использовались четыре время-проекционных камеры (ВПК) большого объёма. Первые две ВПК находились внутри дипольных магнитов со сверхпроводящими катушками и использовались для определения импульса заряженных частиц по кривизне их траекторий. Две других ВПК были размещены за магнитами, чтобы определить потери энергии на ионизацию dE/dx и скорость частиц. В эксперименте также использовался большой калориметр позаимствованный из предыдущих экспериментов SPS, который смог измерить так называемую поперечную энергию ET адронов, испускаемых в результате столкновения. Измерения времени пролёта (ToF) проводились с помощью двух стенок сцинтилляционного счётчика с временным разрешением 60 пикосекунд. Фронтенд-электроника использовалась для считывания данных ВПК.
Используемый пучок полностью ободранных ионов свинца 208Pb был получен в синхротроне SPS, и выпущен с энергией 33 ТэВ. В эксперименте использовалась мишень из тонкой свинцовой фольги, в результате чего при направлении на неё пучка происходило столкновение ядер Pb.

## Полученные результаты
Плотность энергии, созданная в результате столкновений в эксперименте NA49, оказалась больше критического значения и, следовательно, достаточно высокой, чтобы можно было исследовать кварк-глюонную материю. Было определено, что она составляет 3 ГэВ на кубический фемтометр, что соответствует расчётам решёточной КХД. Кроме того, в ходе эксперимента также удалось определить температуру «замерзания» 120 МэВ, температуру, при которой столкновения между образовавшимися адронами прекращаются.
Дополнительные результаты были использованы для определения фазового перехода партон-адрон, который согласуется с предсказанием решёточной КХД. Результаты показывают, что характер фазового превращения происходит без большого скачка скрытого тепла, что является предметом теоретических дискуссий.